# Pocong
Pocong is een bestuurslaag in het regentschap Bangkalan van de provincie Oost-Java, Indonesië. Pocong telt 752 inwoners (volkstelling 2010).